# Видова насиченість
Видова насиченість — число видів на одиницю площі (основна характеристика альфа-розманітності). М. В. Марков вказував, що видова насиченість відображає екологічну ємність місцеперебування, адже в екстремальних умовах (пустелі, солончаки, водне середовище) число видів падає до мінімуму.
Видова насиченість залежить також від площі облікової одиниці. Ця залежність відбивається кривою «число видів — площа», побудова якої практикується в роботах прихильників класифікації фітоценозів флористичної для обґрунтування оптимальної площі обліку — мінімального ареалу. Видова насиченість може підвищуватися за рахунок змінності режимів середовища фітоценозу і екотонного ефекту.

## Виноски
1. ↑   Марков М. В. Общая геоботаника. — М.: Высш. школа, 1962. — 450 с.